# 홍언박
홍언박(洪彦博, 1309년 ~ 1363년)은 고려의 문신이다. 자는 중용, 호는 양파, 본관은 남양이다. 할아버지는 남양부원군(南陽府院君) 홍규(洪奎)이고, 아버지는 삼사사(三司使) 홍융(洪戎)이며, 외할아버지는 지밀직사사(知密直司事) 라유(羅裕)이다. 장인은 찬성사(贊成事) 권준(權準)이며, 공민왕의 모후인 명덕태후(明德太后)의 조카이다.

## 생애
충숙왕 때 문과에 급제하였으며 충목왕 때 밀직제학을 거쳐 지신사가 되었다. 1361년 공민왕 때 문하시중으로 있으면서 홍건적이 쳐들어오자, 피란하는 왕을 모셨으며, 왕에게 절제생활을 하도록 권하였다. 1363년 김용이 흥왕사에서 난을 일으키자, 피하라는 아들의 권고를 물리치고는 "한 나라의 재상이 되어 어찌 죽음을 두려워하여 적을 피할 수 있겠느냐"며 최후까지 항거하다가 살해되었다. 죽은 후 정승에 추증되었다.

## 가족 관계
- 증조부 : 동지밀직사사(同知密直司事) 홍진(洪縉)
  - 조부 : 정승(政丞) 홍규(洪奎)
  - 조모 : 광주 김씨 참지정사(參知政事) 김련(金鍊)의 딸
    - 부 : 판삼사사(判三司事) 홍융(洪戎)

  - 외조부 : 지밀직사사(知密直司事) 라유(羅裕)
  - 외조모 : 배천 조씨, 조문주(趙文柱)의 딸
    - 모 : 나주 라씨
      - 형 : 홍주(洪澍)
      - 동생 : 밀직부사(密直副使) 홍언유(洪彦猷)
      - 동생 : 홍언수(洪彦脩)
      - 부인 : 안동 권씨 찬성사(贊成事) 권준(權準)의 딸
        - 장남 : 판각문사(判閣門事) 홍사보(洪師普)
        - 차남 : 지밀직사사 홍사범(洪師範)
        - 3남 : 도순문사(都巡問使) 홍사우(洪師禹)
        - 4남 : 전서(典書) 홍사원(洪師瑗)
        - 딸 : 남양 홍씨
        - 사위 : 진주 류씨 찬성사 류연(柳淵)

## 홍언박이 등장한 작품
- 《신돈》(MBC, 2005년~2006년, 배우:박종관)

## 참고 자료
- 이 문서에는 다음커뮤니케이션(현 카카오)에서 GFDL 또는 CC-SA 라이선스로 배포한 글로벌 세계대백과사전의 내용을 기초로 작성된 글이 포함되어 있습니다.